# Masdevallia acrochordonia
Masdevallia acrochordonia är en orkidéart som beskrevs av Heinrich Gustav Reichenbach. Masdevallia acrochordonia ingår i släktet Masdevallia och familjen orkidéer. Inga underarter finns listade i Catalogue of Life.